# Дагоберт III
Дагобе́рт III (фр. Dagobert III; 699 — 17 січня 715) — король франків з династії Меровінгів, який правив між 711 та 715 роками. Дагоберт був сином короля Хільдеберта III та Едонни. Ім'я «Дагоберт» у перекладі з древньонімецької означає «Блискучий, як день».
Дагоберт успадкував від свого батька корони трьох франкських королівств — Нейстрії, Бургундії та Австразії — у віці дванадцяти років. Проте реальна влада знаходилася в руках мажордома Піпіна Герістальского, який правив в Австразії. У Нейстрії мажордомом був його син Грімоальд Молодший. Проте обидва вони померли у 714 році. Новим мажордомом став неповнолітній син Грімоальда — Теодоальд.
Смерть Піпіна Герістальского викликала відкритий конфлікт між його спадкоємцями і нейстрійською знаттю, яка вибирала мажордомів. Вдова Піпіна Плектруда керувала королівством від імені короля Дагоберта III і мажордома Теодоальда, обох неповнолітніх. Нейстрійська знать скористалася цим, щоб відновитися. Вони об'єдналися в лісі недалеко від Комп'єні і перемогли армію австразійців. Після чого Нейстрія відновила свою незалежність і призначила нового мажордома в особі Раґенфреда.
Поки увага правителів була відвернута війною з фризами на півночі, в короткому царюванні Дагоберта почалося відокремлення областей південної Галлії: Саварік, войовничий єпископ Осера, в 714 і 715 роках підпорядкував собі Орлеан, Невер, Аваллон та Тоннерр, Одо в Тулузі і Антенор в Провансі стали фактично незалежними правителями.
Після бездарного царювання Дагоберт III помер 17 січня 715 у віці 16 років.
| Династія Меровінгів       |                          |                        |
| Попередник Хільдеберт III | Король франків 711 — 715 | Наступник Хільперік II |